# Ionic (navire de 1903)
Pour les articles homonymes, voir Ionic.
Le SS Ionic (deuxième du nom) est un paquebot-mixte britannique à vapeur mis en service en 1903. Servant conjointement la White Star Line et la Shaw, Savill & Albion Line, il dessert la Nouvelle-Zélande durant toute sa carrière. Durant la Première Guerre mondiale, il fait office de transport de troupes et manque d'être torpillé dans ses fonctions. Le Ionic est vendu en 1934, puis démoli en 1937.

## Histoire

### Construction et début de carrière
Le Ionic est construit par les chantiers Harland & Wolff de Belfast. Lancé le 22 mai 1902, il fait partie d'une série de trois paquebots dits de classe Athenic avec l’Athenic et le Corinthic, chargés de desservir la route entre le Royaume-Uni et la Nouvelle-Zélande pour la White Star Line.
Il est à l'origine construit pour transporter de la viande et des passagers entre ces deux continents. Il effectue son voyage inaugural de Londres à Wellington via Le Cap le 16 janvier 1903. Il est le premier navire pourvu de la télégraphie sans fil à employer cette route.

### La Première Guerre mondiale et après
En 1914, au début de la Première Guerre mondiale, le Ionic est réquisitionné comme transport de troupes pour le Corps expéditionnaire de Nouvelle-Zélande et le 31 décembre 1915, il échappe de peu à une torpille alors qu'il croise en Méditerranée. Il opère dans le cadre du Liner Requisition Scheme de 1917 à 1919. Le 31 janvier 1919, le Ionic reprend son service via le canal de Panama. En 1927, il vient en aide à l'équipage d'un bateau de pêche français, le Daisy, qui s'était échoué dans les Grands Bancs. Il subit une dernière refonte 1929 pour ne transporter que des passagers de classe cabine et de troisième classe.
En 1934, à la suite de la fusion de la White Star Line et de la Cunard, le Ionic est vendu à la Shaw, Savill & Albion Line qui s'en servait déjà en service conjoint avec la White Star depuis le début de sa carrière. Sa nouvelle compagnie lui laisse son nom mais lui donne le préfixe de RMS, le navire étant affecté au transport du courrier en plus de celui de passagers. Il est vendu en 1936 à des démolisseurs, entame sa dernière traversée en septembre, et est démoli à Osaka, au Japon, l'année suivante. Sa cloche et une photographie du navire sont exposées au musée mémorial de la guerre d'Auckland.

## Caractéristiques
Le Ionic est pourvu d'une cheminée ocre surmontée de noir et de quatre ponts destinés aux passagers. Il est aussi équipé de quatre mâts prévus pour porter des voiles en cas de panne de machines, mais les voiles n'ont jamais été installées. Il est propulsé par deux hélices actionnées par des machines à vapeur à quadruple expansion lui permettant de voguer à une vitesse moyenne de 14 nœuds. Il dispose d'éclairage électrique (chose encore rare sur les navires de l'époque) et d'un pont promenade ouvert.
À l'origine, ses cabines peuvent transporter 121 passagers de première classe, 117 en seconde et 450 en troisième. Il dispose également d'une cale réfrigérée.